# 德和站

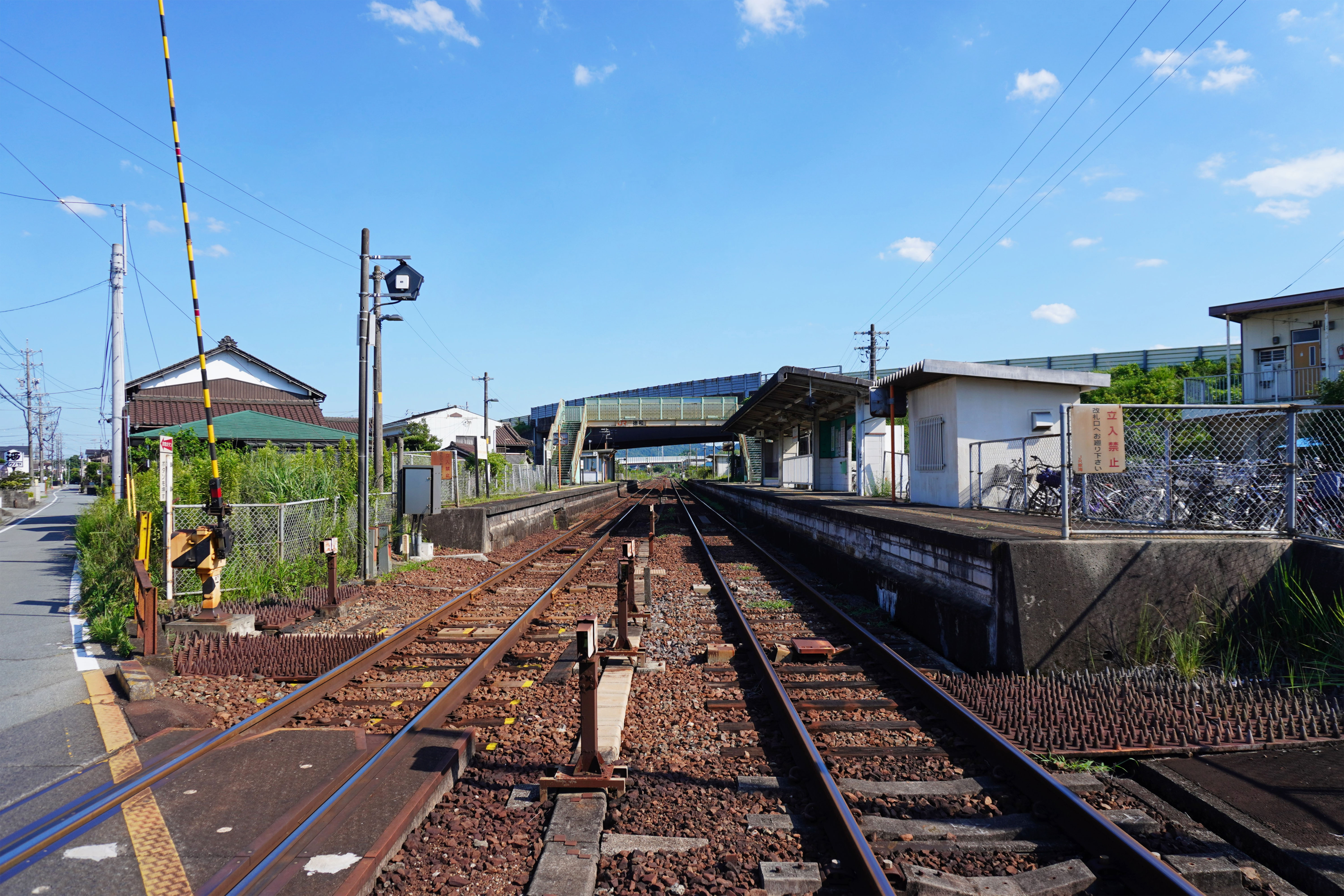
月台(2023年7月)

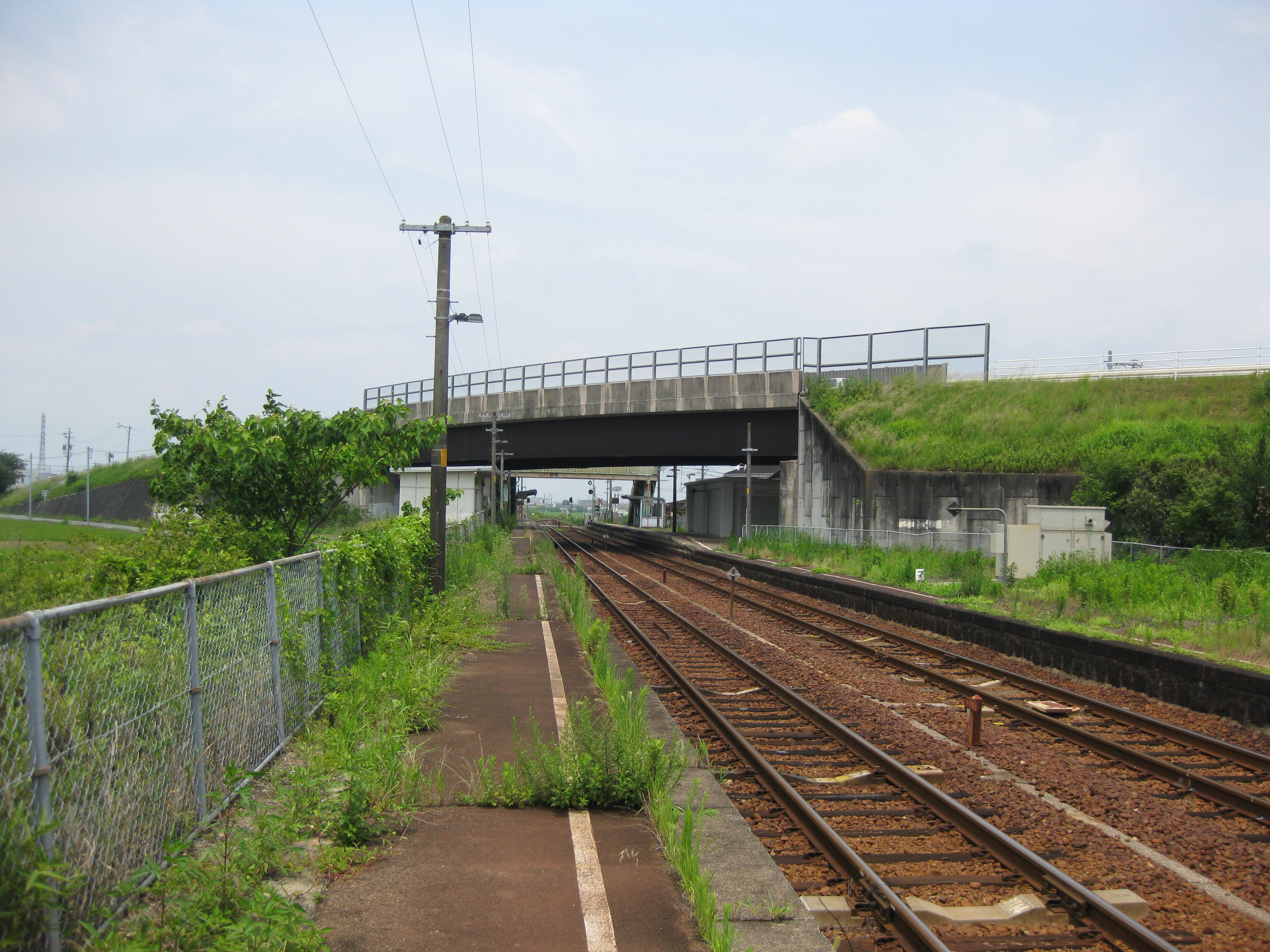
車站與縣道的高架橋。

德和站（日语：／ Tokuwa eki */?）是位於三重縣松阪市下村町，東海旅客鐵道（JR東海）的紀勢本線車站。
在1942年（昭和17年）前，為與關西急行鐵道伊勢線（前伊勢電氣鐵道本線）的轉乘站。

## 歷史
- 1893年（明治26年）12月31日：參宮鐵道津至相可（現時：多氣）至宮川之間開業，但此站正在建設中，未啟用[1]。
- 1894年（明治27年）12月31日：德和站啟用，為旅客車站，同時可接受大小行李裝卸服務[2]。
- 1907年（明治40年）10月1日：根據鐵道國有法（日语：鉄道国有法），把參宮鐵道國有化。成為官設鐵道的車站[3]。
- 1909年（明治42年）10月12日：制定路線名稱。成為參宮線車站[3]。
- 1930年（昭和5年）12月25日：伊勢電氣鐵道（日语：伊勢電気鉄道）本線的德和站啟用。
- 1936年（昭和11年）9月15日：参宮急行電鐵與伊勢電氣鐵道合併，成為参宮急行電鐵名古屋伊勢本線車站。
- 1941年（昭和16年）3月15日：大阪電氣軌道與参宮急行電鐵合併，關西急行鐵道成立。成為伊勢線（日语：伊勢線）的車站。
- 1942年（昭和17年）8月11日：關西急行鐵道伊勢線廢止。
- 1959年（昭和34年）7月15日：由於紀勢本線全線開通。因此改變路線名稱，包括此站在內參宮線龜山至多氣之間成為紀勢本線[3]。
- 1983年（昭和58年）12月21日：不再提供行李裝卸服務，同時成為無人車站[4]。
- 1987年（昭和62年）4月1日：伴隨國鐵分割民營化，車站由東海旅客鐵道（JR東海）營運[3]。

## 車站構造
車站設有2面2線的相對式月台，為地面車站。在平成初期（1994年前）以前，曾設有於1915年（大正4年）3月建造的車站大樓，但是現時已經被拆毀。遺留下來的只有當時車站大樓的車站鈴和車站牌，該牌位置於現時的出入口。候車室位於站內西邊1號月台位置。1號和2號月台設有跨線橋連接。
2號月台為本線，通過的速度限制為90km/h。在通過列車中，原則上上下行會使用2號月台通過。在停站列車中，原則上上行列車使用1號月台，下行列車使用2號月台，若等待相反方向的通過列車，則使用1號月台。
此站由松阪站管理，為無人車站。

### 月台
| 月台 | 路線      | 上下行 | 方向             | 備註                |
| ---- | --------- | ------ | ---------------- | ------------------- |
| 1    | ■紀勢本線 | 上行   | 龜山、名古屋方向 |                     |
| 2    | ■紀勢本線 | 下行   | 新宮、伊勢市方向 | 部分使用1號月台出發 |

## 使用狀況
根據「三重縣統計書」，以下列出近年1日平均乘車人次。
| 年度   | 一日平均 乘車人次 |
| ------ | ----------------- |
| 1998年 | 334               |
| 1999年 | 333               |
| 2000年 | 378               |
| 2001年 | 426               |
| 2002年 | 436               |
| 2003年 | 415               |
| 2004年 | 371               |
| 2005年 | 403               |
| 2006年 | 410               |
| 2007年 | 434               |
| 2008年 | 438               |
| 2009年 | 421               |
| 2010年 | 403               |
| 2011年 | 413               |
| 2012年 | 416               |
| 2013年 | 432               |
| 2014年 | 406               |
| 2015年 | 418               |
| 2016年 | 417               |
| 2017年 | 438               |

## 車站周邊
車站中設有三重縣道756號松阪環狀線的高架橋。以及關西急行鐵道伊勢線（前伊勢電氣鐵道本線）的路堤。在1980年代中間前，在JR線兩邊還殘留混凝土結構，但在進行道路工程時被移除。
在車站周邊設有不同的住宅區，包括公園鎮、彩虹鎮和高鎮。在彩虹鎮和高鎮均設有三重交通巴士路線來往本站（49系統：高鎮松阪至松阪站之前、松阪中央醫院）。但是在2007年起廢止。
- 松阪市政廳 德和地區市民中心
- 工作中心松阪
- 三重信用金庫（日语：三重信用金庫）德和分店
- 三重縣立松阪商業高等學校（日语：三重県立松阪商業高等学校）
- 三重中學校及高等學校
- 松阪市立德和小學校（日语：松阪市立徳和小学校）
- 松阪德和郵局
- OKUWA（日语：オークワ） 松阪下村店
- gyutora（日语：ぎゅーとら） 下村店
- KOMERI（日语：コメリ） Hard & Green 松阪下村店

## 相鄰車站
東海旅客鐵道（JR東海）
紀勢本線
■快速「三重」
通過
■普通
松阪－德和－多氣

### 曾經存在的路線
伊勢電氣鐵道（後來為關西急行鐵道）
本線（後來為伊勢線）
花岡－德和－上櫛田

## 注腳